# Åke Persson
Åke Persson (* 25. Februar 1932 in Hässleholm; † 5. Februar 1975 in Stockholm) war ein schwedischer Jazz-Posaunist des Bop, der in den 1950er und 1960er Jahren zu den führenden europäischen Posaunisten des Jazz zählte.

## Leben und Wirken
Persson kam 1951 von Südschweden nach Stockholm und machte gleich durch sein Spiel im Quintett von Simon Brehm (1951 bis 1954) von sich reden, wo er wegen seines Könnens den Spitznamen „Komet“ bekam. Er spielte dann in den Bands von Arne Domnérus und von Tenorsaxophonist Hacke Björksten. Von 1956 bis 1961 war Solist in Harry Arnolds Swedish Radio Band, wo ihn Quincy Jones hörte und für seine europäische Bigband engagierte. Von 1961 bis 1975 spielte er im RIAS Tanzorchester in Berlin und daneben von 1963 bis 1971 in der Kenny Clarke/Francy Boland Big Band. 1972 spielte er in The George Gruntz Concert Jazz Band. Außerdem spielte er häufig mit amerikanischen Gastmusikern auf Europa-Tour, so mit dem Count Basie Orchestra (1962), Duke Ellington, Dizzy Gillespie oder Roy Haynes. Februar 1975 wurde er tot in seinem Wagen im Djurgården-Kanal gefunden.
In den 1950er Jahren nahm er unter eigenem Namen bei Metronome, Philips und EmArcy auf. Er ist ferner an Alben von Count Basie, Nils Lindberg, Herbie Mann, George Wallington, Monica Zetterlund, Lars Gullin, Stan Getz, Art Farmer, Bert Kaempfert und Peter Herbolzheimer beteiligt.
2005 wurde er posthum mit dem Django d’Or (Schweden) als Legende des Jazz ausgezeichnet.

## Diskographische Hinweise
- The Great Åke Persson (Four Leaf Clover)

## Lexigraphische Einträge
- Carlo Bohländer, Karl Heinz Holler: Reclams Jazzführer (= Reclams Universalbibliothek. Nr. 10185/10196). Reclam, Stuttgart 1970, ISBN 3-15-010185-9.
- Leonard Feather, Ira Gitler: The Biographical Encyclopedia of Jazz. Oxford University Press, New York 1999, ISBN 0-19-532000-X.